# F-16 ファイティングファルコン (セガ・マークIII)
『F-16 ファイティングファルコン』はセガから発売されたセガ・マークIII用ゲームソフト。元々はアメリカのNEXA社が日本のMSX市場向けに製作された作品だが、マークIII版は欧米でも発売された。

## 概要
3D空間をドットによる点描表現でシンプルにデフォルメしたワイヤーフレームに似たゲーム画面で、F-16のドッグファイトを再現したフライトシミュレーター。
レーダーモード切替やECM、トリム調整など色々と凝った作りになっていて、マークIII互換機までの時代で、通信対戦をサポートした唯一のソフトだが、対戦プレイをするには本ソフトとマークIII本体、モニターテレビ、専用キーボードSK-1100がそれぞれ二体ずつ必要で、なおかつ通信対戦ケーブルが必要という非常にハードルの高いものであった。なお、隠しコマンドを入力すると『スペースハリアー』のメインテーマが流れる。
マークIIIへの移植作業は、日本のセガで行われた。（『ソニック・ザ・ヘッジホッグ』の中裕司氏が関わっている）
先行して発売したMSX版もハード、ソフトを二台用意すれば対戦が可能であり、社長のギルマン・ルーイは「あまりにニッチすぎる作品なので、1万本ほどしか売れないと思っていた。実際には10万本も売れたんだ。」と語っている。1987年にIBM-PCとマッキントッシュでリリースした続編の『FALCON』はフライト・シミュレーターの傑作として高い評価を受け、50万本以上ものヒットを記録した。